# 김병채
김병채(한국 한자: 金昞蔡, 1981년 4월 14일 ~ )는 대한민국의 축구 선수로, 포지션은 미드필더이다. 2013년 FC 서울 U-12팀으로 활동중이다

## 클럽 경력
K리그의 FC 서울, 광주 상무 불사조, 경남 FC, 부산 아이파크, 그리고 내셔널리그의 대전 한국수력원자력 축구단에서 선수 생활을 하였다.

## 국가대표팀 경력
1999년부터 2000년까지 대한민국 U-20 축구 국가대표팀의 일원으로 뛴 적이 있다.